# Otiorhynchus pauxillus
Otiorhynchus pauxillus — вид долгоносиков-скосарей из подсемейства Entiminae.

## Описание
Жук длиной 3—4,3 мм. Имеет бурый или чёрно-бурый окрас. Верхняя часть частично покрыта светлыми слитыми чешуйками. Головотрубка параллельносторонняя, очень короткая. Ширина переднего конца больше её длины. Бёдра с двухвершинным зубцом.

## Экология
Обитает в лесах, живя в лесной подстилке.